# José Luis Mosquera Losada
José Luis Mosquera Losada (Caracas, 10 de març de 1967) és un exfutbolista gallec d'origen veneçolà, que ocupava la posició de migcampista.

## Trajectòria
Mosquera es va trasllador ben jove a Galícia, amb la qual cosa la seua carrera va començar a l'Alondras de Cangas, on va destacar i va ser fitxat pel Celta de Vigo. Va romandre entre 1987 i 1993 al conjunt gallec, tant en Segona com a primera divisió. Precisament, a l'any del descens, el 89/90, va ser al màxim golejador de l'equip amb sis gols.
L'estiu de 1993 marxa al CP Mérida, amb qui juga dues campanyes. És titular en les dues, sent una de les peces clau de l'ascens dels extremenys a la màxima categoria el 1995. Eixe any passaria al Reial Valladolid, on no tíndria massa fortuna i tot just jugaria uns quants partits. Posteriorment va fitxar pel Racing de Ferrol, on es va retirar el 1999.